# ジソンシン
ジソンシンは、かつて吉本興業（大阪本社）に所属していたお笑いコンビ。NSC大阪校29期出身。2013年結成、2022年3月27日解散。

## メンバー
酒井 孝太（さかい こうた、1983年5月17日 - ）（42歳）ボケ（コントではツッコミに回ることも）・ネタ作り担当、立ち位置は向かって右。
- 奈良県大和郡山市出身。関西外国語大学出身。
- 血液型A型。身長178cm、体重55kg。
- ジソンシンでの活動前はピン芸人としての他に、『キャサリン』（元シチガツ・浮田とのコンビ）、『かんばさかい』、 『センチメンタル』（中村フー（現ヘンダーソン）とのコンビ）としても活動。
- ゆうへい（吉田たち）、中村フー、河野良祐（元令和喜多みな実）、たかのり（ツートライブ）とルームシェアをしていた。
- 一浪したのち大学に入り、4回生のときにNSCへ入学。当時は大学に通いながらNSCにも通っていた[2]。
- 既婚者。
- 姉が1人いる。
- 人見知りで学生時代は友達が少なかった。
- 趣味は読書。
- 特技はサッカー、書道。
- 好きな食べ物はお好み焼き、フリスク、コーヒー（微糖）。嫌いな食べ物はちらし寿司。
- 相方・下村の愛猫であるテンが苦手。
- 解散後は、ピン芸人として活動したのち[1]、2022年5月1日に4年後輩の古田敬一（元きみどり）と「若葉のころ」を結成[3][4]。

下村 啓太（しもむら けいた、1988年1月29日 - ）（37歳）ツッコミ（コントではボケに回ることも）担当、立ち位置は向かって左。
- 三重県四日市市出身。
- 血液型B型。身長170cm、体重60kg。
- ジソンシンでの活動前はトリオ『ノラ劇団』、コンビ『みえテン』、『ままかり神宮』として活動。
- ドラマの影響で地元のカラーギャング「ブラックスター」に入っていた[5]。
- 学生時代にしていたアルバイトの影響で料理が得意。同じく料理好き芸人である藤田ユウキ（バンビーノ）と料理対決を行い、同期の吉田たちや安田邦祐（GAG、元コマンダンテ）、相方・酒井などに審査をしてもらうイベントを開催していた。
- 趣味は映画鑑賞、ペットショップ巡り。
- 特技はバスケットボール。
- 好きな食べ物は甘くないもの、コーヒー（微糖）。嫌いな食べ物は里芋。
- 兄が2人いる。
- 音痴。BerryBetter!!のメンバー
- 実家に猫が9匹いる。愛猫テンくん（2012年10月10日和歌山県生まれ、大阪府在住）、ゲンくんと同居中。
- 高校生の時、授業中に首の無い女性の霊を見て以来、度々心霊現象に遭遇するようになった経験から夏場になると劇場内外の心霊イベントに呼ばれている。
- 同期の川口敦典（元てんしとあくま）とは仲が良かった。
- 解散後、芸能界を引退[1]。

## エピソード
- 元々活動していたトリオを解散し、前々から面白いと思っていた当時ピン芸人の酒井に「コンビを組みたい」と下村から提案した。しかし、ピンとしての技量を試すためにR-1ぐらんぷりへ挑戦中だった酒井の返事は保留。アルバイトをしながら芸人を辞めようとまで悩む下村を度々食事や自宅の引っ越しの手伝いに誘う酒井に下村は「保留中の返事がもらえるのではないか」と毎回ドキドキしながら行っていたらしい。R-1敗退後、ピンでの活動に限界を感じた酒井から「まだ組む気あるか?」と声を掛け、結成に至る。下村はコンビを組む提案から結成まで約4ヶ月間返事を待ったという。
- 「ジソンシン」の名付け親は酒井の元相方である中村フー。コンビを組む際にかねてからコンビ名を付けることに定評のあった中村に相談したところ、「ジソンシン」と「パズル」の2つを提案され、「ジソンシン」に即決した。
- ジソンシンのファンの呼称・「カウンセラー」は、かねてから酒井と親交のあった先輩のヒューマン中村がつけたもの。
- 酒井の妻は一般人。チケットの手売りをしている際に出会い、その女性が気になった酒井はSNSを駆使して探し出した末に結婚まで至った。
- 松竹座の舞台、「笑う門に福来たる～女興行師 吉本せい～」では漫才師のラッパ亭三角・四角他数役を演じたが、オーディションを数組行い該当者がいなかったため、当時のマネージャーがジソンシンを推薦したところオーディションなしで舞台への出演が決まった。松竹座の舞台を見に来ていた岸部一徳が「出前の役をやっている彼、松竹座の公演に一花を添えていた」と料理人の格好で舞台を横切っただけの下村を褒めたという[6]。
- 一時期、ボケとツッコミを入れ替えて下村がオタク風なキャラクター「下村君」を演じながら漫才をしていたが、下村君のままでは返しが弱いという問題があり半年ほどで元に戻った。
- 酒井が1年以上コンビを続けたのはNSC時代のコンビ・かんばさかいと現在のジソンシンのみである[7]。

## 出囃子
「ファンキー・モンキー・ベイビー」（キャロル）

## 参加ユニット
- ＪＲＨＫ（ジャーク）
- ジソンダーソン
- ハクバノ木﨑サマ（酒井）
- 演劇ユニット「ギャーギャーギャー」（酒井）
- BerryBetter!!～音感、リズム感のない男達～（下村、メンバーカラーは焦げ茶）
- 俺たち真人間（下村のみ）
- 切磋琢漫

## 賞レース戦歴
- キングオブコント2014 準決勝進出
- キングオブコント2015 準決勝進出
- キングオブコント2016 準々決勝進出
- キングオブコント2018 準々決勝進出
- M-1グランプリ2015・2016・2017　3回戦進出
- M-1グランプリ2018 準々決勝進出
- ABCお笑いグランプリ2016 最終予選進出
- M-1グランプリ2019 3回戦進出
- M-1グランプリ2020 準々決勝進出[8]

## 単独ライブ
- 2013年12月4日 - 「ジソンシンの30分」
- 2014年9月6日 - 「ジソンシンの30分」
- 2015年10月13日 - 「自尊心」
- 2015年12月7日 - 「自尊心・改」
- 2016年2月4日 - 「ウルトラジソンシン」
- 2016年4月24日 - 「ウルトラジソンシン2」
- 2016年7月8日 - ジソンシントークLIVE「猫と鼻」
- 2016年8月9日 - 「ウルトラジソンシン3」
- 2016年12月12日 - 「ウルトラジソンシン4」
- 2017年3月25日 - 「ウルトラジソンシン5」
- 2017年6月24日 - 「ウルトラジソンシン6」
- 2017年10月27日 - 「ウルトラジソンシン7」
- 2018年2月9日 - 「ウルトラジソンシン8」
- 2018年4月27日 - 「ウルトラジソンシン9」
- 2018年6月22日 - 「ウルトラジソンシン10」
- 2018年8月24日 - 「ウルトラジソンシン11」
- 2018年10月21日 - 「ウルトラジソンシン12」
- 2018年12月15日 - 「ウルトラジソンシン13」
- 2019年2月23日 - 「ウルトラジソンシン14」
- 2019年4月26日 - 「ウルトラジソンシン15」
- 2019年5月18日 - ジソンシントークLIVE ｢カウンセリング｣
- 2019年6月23日 - 「ウルトラジソンシン16」
- 2019年7月30日 - ジソンシントークLIVE ｢カウンセリング2｣
- 2019年8月24日 - 「ウルトラジソンシン17」
- 2019年9月27日 - ジソンシントークLIVE「カウンセリング3」
- 2019年11月30日 - 「ウルトラジソンシン18」
- 2020年2月23日 - 「ウルトラジソンシン19」

## 出演

### テレビ
- 無差別級お笑いトーナメント ウケタモンガチ！2（読売テレビ、2015年8月27日）
- マヨなか笑人（読売テレビ、2015年11月21日）
- ytv漫才新人賞選考会
- お笑い心理サバイバル 芸人ラフゲーム（朝日放送、2017年2月3日・10日）
- 漫才コント音ネタトーナメント ウケタモンガチ! グランドチャンピオンシップ（読売テレビ、2018年10月8日）

### ラジオ
- 笑い飯の金曜お楽しみアワー（MBSラジオ）
- オンスト（YES-fm）-  不定期出演
- サンデーライブ ゴエでSHOW!（MBSラジオ、2017年10月15日・2018年5月27日・2019年6月23日）
- サヤカノスタジオシー（エフエムあまがさき、2018年8月18日）

### 舞台
- 演劇ユニット「ギャーギャーギャー」第3回公演「亀触った奴は黙ってろ！！」（2014年5月21日、道頓堀ZAZAHOUSE）※酒井のみ
- 演劇ユニット「ギャーギャーギャー」第4回公演「あいつ風邪ひいたっていうてたはずやのに」(2014年10月4日、道頓堀ZAZAHOUSE）※酒井のみ
- 劇団ハクバ 「トリプルデート」（2014年12月26日、HEPHALL）※酒井のみ
- 演劇ユニット「ギャーギャーギャー」第5回公演「金盞花」（2015年6月13日、道頓堀ZAZAHOUSE）※酒井のみ
- 中山一座旗揚げ公演「バトルオブ曽根崎心中」(2016年3月31日、新世界朝日劇場）※酒井のみ
- 笑う門には福来たる〜女興行師 吉本せい〜（2016年11月4日 - 25日、大阪松竹座）[9]
  - 再演（2019年5月3日 - 26日、大阪松竹座、2019年7月3日 - 27日、新橋演舞場）
- ファイブスター（2017年4月18日、よしもと漫才劇場）※下村のみ、下村プロデュース
- ビーフケーキ近藤企画 アドリブコメディ演劇「喜劇山笑業高校～4人のおもしろ転校生～」（2017年8月19日 - 20日、よしもと漫才劇場）
- スプーン曲げ子のじ！あんだぁぐらうんど♡こめでぃ「ぐちゃぐちゃポイ！～先生！春ちゃん血が出てるよ！～」（2018年3月22日 - 25日、NAMBA自由劇場アカルスタジオ）

### ネット配信番組
- 大阪チャンネルpresentsもっともっとマンゲキ（大阪チャンネル・ひかりTV） - 不定期出演
- マンゲキ発信BUZZってミキ
- よしもと漫才劇場 フレンドリーLIVE（LINELIVE）-  不定期出演

## ディスコグラフィー
- 「VeryBerryBetter!!～音感、リズム感のない男達～」（2018年9月19日） - BerryBetter!!としての配信限定シングル
  - 作曲はKis-My-Ft2や西野カナなどを担当する作曲家のGRP、作詞はプロデューサーである中村フー（ヘンダーソン）が担当。